# Europäischer Kulturraum
Obwohl es keine allgemein anerkannte Definition des Begriffes Europäischer Kulturraum gibt, kommt er in der öffentlichen Diskussion vielfach vor.

## Bedeutung des Begriffes in der europäischen Kulturgeschichte
In der europäischen Kulturgeschichte wird der Begriff des Kulturraumes für kulturell verbundene Gebiete unabhängig von ihrer politischen Zugehörigkeit verwendet. Beispiele für derartige europäische Kulturräume sind große geographische Einheiten wie der Balkan ebenso wie geographisch schwerer abgrenzbare Gebiete, beispielsweise das Rheinland oder historisch gewachsene Gebiete, zum Beispiel Limburg (historisches Territorium im Heiligen Römischen Reich, heute zu den Niederlanden (Limburg (Niederlande)) und Belgien (Limburg (Belgien)) gehörend).
Als weitere Abgrenzungen gelten der bayerisch-österreichische Kulturraum und der mitteleuropäische Kulturraum.

## Bedeutung des Begriffes für die Kulturpolitik der EU
Die Europäische Union (EU) will mit ihrer Kulturpolitik „einen Beitrag zur Entfaltung der Kulturen der Mitgliedstaaten unter Wahrung ihrer nationalen und regionalen Vielfalt sowie gleichzeitiger Hervorhebung des gemeinsamen kulturellen Erbes“ (Art. 151 EGV) leisten. Das wichtigste finanzielle Instrument für den Schutz und die Förderung kultureller Vielfalt in Europa ist das Programm Kultur 2000. Dieses fördert vor allem Projekte, die eine europäische Dimension aufweisen und so „einen gemeinsamen Kulturraum schaffen“. Die Schaffung eines „europäischen Kulturraum“ ist damit offizielles Ziel der kulturellen Zusammenarbeit zwischen den Mitgliedstaaten der EU. So hat es auch das Europäische Parlament am 5. September 2001 in einer Entschließung über die kulturelle Zusammenarbeit in Europa beschlossen. Eine genaue Definition des Begriffs „europäischer Kulturraum“ fehlt jedoch in offiziellen europäischen Dokumenten. In einer Broschüre über Die Europäische Union und die Kultur schrieb die Kommission 2001: „Allmählich entsteht ein europäischer Kulturraum.“ Aus offizieller Sicht ist der europäische Kulturraum daher noch nicht existent, sondern ein zu erreichendes Ziel.
Im „Europäischen Kulturportal“ der Europäischen Kommission findet sich zur Ausprägung eines Kulturraumes der Hinweis, dass Liechtenstein wegen seiner geringen Größe „nie ein in sich abgeschlossener Kulturraum“ war.